# Hwarot

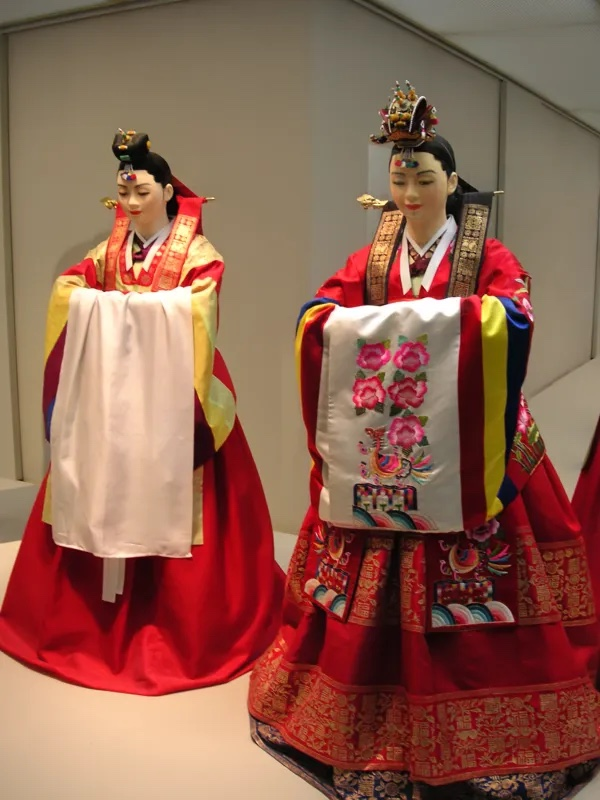
Hanbok.

El Hwarot fue un tipo de ropa tradicional coreana usada durante las épocas Goryeo y Joseon por las damas para las ocasiones ceremoniales o por las plebeyas para bodas. Tiene su origen en el reino de Jotán, en Asia Central.